# Sjukamp för damer vid olympiska sommarspelen 2000
Sjukamp för damer vid olympiska sommarspelen 2000 i Sydney avgjordes 23-24 september. 

## Medaljörer
| Gren    | Guld                        | Guld | Silver                     | Silver | Brons                      | Brons |
| Sjukamp | Denise Lewis Storbritannien | 6584 | Jelena Prochorova Ryssland | 6531   | Natalja Sazanovitj Belarus | 6527  |

## Resultat
- Q innebär avancemang utifrån placering i heatet.
- q innebär avancemang utifrån total placering.
- DNS innebär att personen inte startade.
- DNF innebär att personen inte fullföljde.
- DQ innebär diskvalificering.
- NR innebär nationellt rekord.
- OR innebär olympiskt rekord.
- WR innebär världsrekord.
- PB innebär personligt rekord.
- SB innebär säsongsbästa.

| Placering | Idrottare                  | Nation              | Total- poäng | Översikt över grenar (poäng överst, därefter resultat. Bästa resultatet i varje gren visas i grönt) | Översikt över grenar (poäng överst, därefter resultat. Bästa resultatet i varje gren visas i grönt) | Översikt över grenar (poäng överst, därefter resultat. Bästa resultatet i varje gren visas i grönt) | Översikt över grenar (poäng överst, därefter resultat. Bästa resultatet i varje gren visas i grönt) | Översikt över grenar (poäng överst, därefter resultat. Bästa resultatet i varje gren visas i grönt) | Översikt över grenar (poäng överst, därefter resultat. Bästa resultatet i varje gren visas i grönt) | Översikt över grenar (poäng överst, därefter resultat. Bästa resultatet i varje gren visas i grönt) |
| --------- | -------------------------- | ------------------- | ------------ | --------------------------------------------------------------------------------------------------- | --------------------------------------------------------------------------------------------------- | --------------------------------------------------------------------------------------------------- | --------------------------------------------------------------------------------------------------- | --------------------------------------------------------------------------------------------------- | --------------------------------------------------------------------------------------------------- | --------------------------------------------------------------------------------------------------- |
| Placering | Idrottare                  | Nation              | Total- poäng | 100 häck                                                                                            | Höjd                                                                                                | Kula                                                                                                | 200 m                                                                                               | Längd                                                                                               | Spjut                                                                                               | 800 m                                                                                               |
| 1         | Denise Lewis               | Storbritannien      | 6584         | 1090 pts 13,23 s                                                                                    | 916 1,75                                                                                            | 898 15,55                                                                                           | 948 24,34                                                                                           | 1001 6,48                                                                                           | 864 50,19                                                                                           | 867 2.16,83                                                                                         |
| 2         | Jelena Prochorova          | Ryssland            | 6531         | 1031 pts 13.63 s                                                                                    | 991 1.81                                                                                            | 741 13.21                                                                                           | 1008 23.72                                                                                          | 1036 6.59                                                                                           | 764 45.05                                                                                           | 960 2:10.32                                                                                         |
| 3         | Natalja Sazanovitj         | Belarus             | 6527 (SB)    | 1058 pts 13.45 s                                                                                    | 1029 1.84                                                                                           | 847 14.79                                                                                           | 969 24.12                                                                                           | 1007 6.50                                                                                           | 744 43.97                                                                                           | 873 2:16.41                                                                                         |
| 4         | Urszula Włodarczyk         | Polen               | 6470 (SB)    | 1075 pts 13.33 s                                                                                    | 953 1.78                                                                                            | 824 14.45                                                                                           | 953 24.29                                                                                           | 946 6.31                                                                                            | 786 46.16                                                                                           | 933 2:12.15                                                                                         |
| 5         | Sabine Braun               | Tyskland            | 6355         | 1052 pts 13.49 s                                                                                    | 991 1.81                                                                                            | 816 14.33                                                                                           | 911 24.74                                                                                           | 918 6.22                                                                                            | 832 48.56                                                                                           | 835 2:19.14                                                                                         |
| 6         | Natalja Rosjtjupkina       | Ryssland            | 6237         | 1021 pts 13.70 s                                                                                    | 1029 1.84                                                                                           | 796 14.03                                                                                           | 1026 23.53                                                                                          | 691 5.47                                                                                            | 742 43.87                                                                                           | 932 2:12.24                                                                                         |
| 7         | Karin Specht-Ertl          | Tyskland            | 6209         | 1060 pts 13.43 s                                                                                    | 953 1.78                                                                                            | 764 13.55                                                                                           | 920 24.64                                                                                           | 918 6.22                                                                                            | 719 42.70                                                                                           | 875 2:16.25                                                                                         |
| 8         | Tiia Hautala               | Finland             | 6173         | 1033 pts 13.62 s                                                                                    | 953 1.78                                                                                            | 748 13.31                                                                                           | 887 25.00                                                                                           | 887 6.12                                                                                            | 771 45.40                                                                                           | 894 2:14.90                                                                                         |
| 9         | Le Shundra Nathan          | USA                 | 6150         | 1015 pts 13.74 s                                                                                    | 953 1.78                                                                                            | 809 14.22                                                                                           | 902 24.84                                                                                           | 868 6.06                                                                                            | 734 43.48                                                                                           | 869 2:16.67                                                                                         |
| 10        | Jane Jamieson              | Australien          | 6104         | 966 pts 14.09 s                                                                                     | 991 1.81                                                                                            | 767 13.59                                                                                           | 862 25.27                                                                                           | 877 6.09                                                                                            | 770 45.32                                                                                           | 871 2:16.57                                                                                         |
| 11        | Magalys García             | Kuba                | 6054 (SB)    | 1056 pts 13.46 s                                                                                    | 806 1.66                                                                                            | 747 13.29                                                                                           | 926 24.58                                                                                           | 825 5.92                                                                                            | 866 50.31                                                                                           | 828 2:19.64                                                                                         |
| 12        | Austra Skujytė             | Litauen             | 6034         | 927 pts 14.37 s                                                                                     | 953 1.78                                                                                            | 867 15.09                                                                                           | 855 25.35                                                                                           | 840 5.97                                                                                            | 772 45.43                                                                                           | 820 2:20.25                                                                                         |
| 13        | Susanna Rajamäki           | Finland             | 6021 (PB)    | 1036 pts 13.60 s                                                                                    | 806 1.66                                                                                            | 785 13.87                                                                                           | 978 24.03                                                                                           | 962 6.36                                                                                            | 610 37.00                                                                                           | 844 2:18.47                                                                                         |
| 14        | Gertrud Bacher             | Italien             | 5989         | 1004 pts 13.82 s                                                                                    | 916 1.75                                                                                            | 711 12.75                                                                                           | 890 24.96                                                                                           | 801 5.84                                                                                            | 689 41.14                                                                                           | 978 2:09.08                                                                                         |
| 15        | Diana Koritskaja           | Ryssland            | 5975         | 995 pts 13.88 s                                                                                     | 879 1.72                                                                                            | 763 13.53                                                                                           | 973 24.08                                                                                           | 717 5.56                                                                                            | 680 40.67                                                                                           | 968 2:09.77                                                                                         |
| 16        | Svetlana Kazanina          | Kazakstan           | 5898         | 880 pts 14.71 s                                                                                     | 916 1.75                                                                                            | 725 12.97                                                                                           | 883 25.04                                                                                           | 801 5.84                                                                                            | 735 43.53                                                                                           | 958 2:10.45                                                                                         |
| 17        | Yasmina Azzizi             | Algeriet            | 5896 (SB)    | 1030 pts 13.64 s                                                                                    | 736 1.60                                                                                            | 805 14.17                                                                                           | 925 24.59                                                                                           | 813 5.88                                                                                            | 788 46.28                                                                                           | 799 2:21.82                                                                                         |
| 18        | Viorica Tigau              | Rumänien            | 5893         | 1066 pts 13.39 s                                                                                    | 879 1.72                                                                                            | 630 11.53                                                                                           | 905 24.80                                                                                           | 853 6.01                                                                                            | 732 43.38                                                                                           | 828 2:19.65                                                                                         |
| 19        | Nathalie Teppe             | Frankrike           | 5851         | 976 pts 14.02 s                                                                                     | 879 1.72                                                                                            | 757 13.44                                                                                           | 763 26.39                                                                                           | 831 5.94                                                                                            | 802 46.98                                                                                           | 843 2:18.56                                                                                         |
| 20        | Larisa Teterjuk-Netseporuk | Ukraina             | 5762         | 905 pts 14.53 s                                                                                     | 879 1.72                                                                                            | 765 13.56                                                                                           | 818 25.76                                                                                           | 816 5.89                                                                                            | 755 44.57                                                                                           | 824 2:19.94                                                                                         |
| 21        | Irina Naumenko             | Kazakstan           | 5634         | 942 pts 14.26 s                                                                                     | 1029 1.84                                                                                           | 612 11.26                                                                                           | 869 25.19                                                                                           | 813 5.88                                                                                            | 525 32.53                                                                                           | 844 2:18.49                                                                                         |
| 22        | Marsha Mark                | Trinidad och Tobago | 5627         | 1018 pts 13.72 s                                                                                    | 806 1.66                                                                                            | 624 11.44                                                                                           | 855 25.35                                                                                           | 819 5.90                                                                                            | 841 48.99                                                                                           | 664 2:32.36                                                                                         |
| 23        | Ljudmila Kovalova          | Ukraina             | 5585         | 826 pts 15.12 s                                                                                     | 879 1.72                                                                                            | 765 13.57                                                                                           | 766 26.36                                                                                           | 720 5.57                                                                                            | 715 42.50                                                                                           | 914 2:13.52                                                                                         |
| 24        | Pramila Gudandda           | Indien              | 5548         | 947 pts 14.22 s                                                                                     | 842 1.69                                                                                            | 604 11.14                                                                                           | 915 24.69                                                                                           | 837 5.96                                                                                            | 591 36.02                                                                                           | 812 2:20.86                                                                                         |
| 25        | Soma Biswas                | Indien              | 5481         | 963 pts 14.11 s                                                                                     | 771 1.63                                                                                            | 641 11.69                                                                                           | 912 24.73                                                                                           | 741 5.64                                                                                            | 659 39.59                                                                                           | 794 2:22.17                                                                                         |
| 26        | Shelia Burrell             | USA                 | 5345         | 1080 pts 13.30 s                                                                                    | 0 NM                                                                                                | 749 13.32                                                                                           | 980 24.01                                                                                           | 865 6.05                                                                                            | 739 43.72                                                                                           | 932 2:12.22                                                                                         |
| 27        | Sofija Kabanova            | Uzbekistan          | 5101         | 856 pts 14.89 s                                                                                     | 1000 879 1.72                                                                                       | 632 11.56                                                                                           | 690 27.27                                                                                           | 620 5.22                                                                                            | 602 36.61                                                                                           | 822 2:20.11                                                                                         |
|           | Eunice Barber              | Frankrike           | DNF          | 1129 pts 12.97 s                                                                                    | 1029 1.84                                                                                           | 613 11.27                                                                                           | 936 24.47                                                                                           | 828 5.93                                                                                            | | -                                                                                                   |
|           | Inma Clopés                | Spanien             | DNF          | 950 pts 14.20 s                                                                                     | 806 1.66                                                                                            | 707 12.70                                                                                           | 775 26.25                                                                                           | 0 NM                                                                                                | | -                                                                                                   |
|           | Asimina Vanakara           | Grekland            | DNF          | 952 pts 14.19 s                                                                                     | 842 1.69                                                                                            | 578 10.74                                                                                           | 817 25.78                                                                                           | 0 NM                                                                                                | | -                                                                                                   |
|           | Astrid Retzke              | Tyskland            | DNF          | 990 pts 13.92 s                                                                                     | 701 1.57                                                                                            | | | | | -                                                                                                   |
|           | Rita Ináncsi               | Ungern              | DNF          | 827 pts 15.11 s                                                                                     | 842 1.69                                                                                            | | | | | -                                                                                                   |
|           | Ghada Shouaa               | Syrien              | DNF          | 0 pts DNF                                                                                           | | | | | | -                                                                                                   |